# Olesicampe stigmatica
Olesicampe stigmatica là một loài tò vò trong họ Ichneumonidae.